# Shell Oil Company
Shell Oil Company är ett amerikanskt petroleumbolag som har verksamheter inom alla grenar inom den amerikanska petroleumindustrin. Företaget var också USA:s största bensinstationsägare med 13 727 bensinstationer runt om i USA för 2017, vilket innebar en marknadsandel på 13,04%. De är ett dotterbolag till det brittiska petroleumbolaget Shell plc, som i sin tur är världens största icke-statliga petroleumbolag.
Företaget har sitt ursprung från 1912 när Shell grundade två företag, ena var American Gasoline Company och sålde bensin på USA:s västkust och den andra var Roxana Petroleum och sålde petroleumprodukter i delstaten Oklahoma. Året efter fusionerades American Gasoline Company med det Kalifornien-baserade California Oilfields, Ltd. och 1915 bytte det kombinerade företaget namn till Shell Company of California. 1922 genomgick företaget en ytterligare fusion och den är gången med både Roxana Petroleum och Union Oil Company och det nya namnet blev Shell Union Oil Corporation. 1939 expandera man igen och gick ihop med Shell Petroleum Corporation. Tio år senare bytte företaget namn till det nuvarande. Fram till 1984 hade Shells koncernledning i Europa låtit amerikanarna sköta sig själva. I januari det året valde Shell att lägga bud på de aktier som de inte ägde, dessa ägdes av företagsledningen, på grund av bland annat öka sitt inflytande inom dotterbolaget, de stora oljereserver som dotterbolaget innehade och den låga företagsbeskattningen som var i USA. Företagsledningen hade dock inga planer på att sälja sina aktier för det pris som Shell erbjöd och européernas erbjudande förklarades fientligt. I juni 1985 kunde dock parterna komma överens och Shell Oil Company blev ett helägt dotterbolag till Shell.
För 2013 stod dotterbolaget för 16% eller nästan 73,5 miljarder amerikanska dollar av sitt moderbolags totala omsättning på nästan 459,6 miljarder dollar. Deras huvudkontor ligger i Houston i Texas.